# Fiorano Canavese
Fiorano Canavese é uma comuna italiana da região do Piemonte, província de Turim, com cerca de 866 habitantes. Estende-se por uma área de 4 km², tendo uma densidade populacional de 217 hab/km². Faz fronteira com Montalto Dora, Lessolo, Alice Superiore, Ivrea, Banchette, Banchette, Salerano Canavese, Samone, Lugnacco, Loranzè.

## Demografia
| Variação demográfica do município entre 1861 e 2011                               |
|                                                                                   |
| Fonte: Istituto Nazionale di Statistica (ISTAT) - Elaboração gráfica da Wikipedia |